# 今井哲也
今井 哲也（いまい てつや、1983年 - ）は、日本の漫画家。男性。千葉県船橋市出身。東京都在住。中央大学文学部卒業。

## 来歴
大学在学中は中央大学アニメーション研究会に所属。2005年、『トラベラー』にてアフタヌーン四季賞2005年冬のコンテスト四季大賞を受賞しデビュー。
2008年より『月刊アフタヌーン』（講談社）において、アニメ製作をする女子高生とその仲間たちの学園生活を描いた『ハックス!』を連載した。
2012年、『ぼくらのよあけ』が沙村広明の『ハルシオン・ランチ』（『good!アフタヌーン』（講談社）に連載）とともに、星雲賞コミック部門の候補に選出された（受賞は安彦良和『機動戦士ガンダム THE ORIGIN』）。
2013年、『アリスと蔵六』で第17回文化庁メディア芸術祭マンガ部門新人賞受賞。2016年11月、同作のアニメ化が発表され2017年放送。
2023年6月、日本SF作家クラブ会員となる。

## 作品リスト

### 漫画作品

#### 連載
- ハックス!（『月刊アフタヌーン』） - 2008年7月号 - 2010年6月号。単行本全4巻。
- ぼくらのよあけ（『月刊アフタヌーン』） - 2011年3月号-同年12月号。単行本全2巻。
- アリスと蔵六[7]（『月刊COMICリュウ』（徳間書店）） - 2012年12月号 - 連載中。

#### 短編・読み切り
- トラベラー（『月刊アフタヌーン』） - アフタヌーン四季賞 2005冬 四季大賞受賞作。
- アニまにックス!（『月刊アフタヌーン』） - 2009年8月号、9月号に掲載。柏原麻実作の漫画作品『宙のまにまに』アニメ版のアフレコレポ漫画。
- 魔女っ娘縞咲さんの失踪（『月刊コミックブレイド』（マッグガーデン）） - 2011年9月号。
- 毎日は私たちのもの（アンソロジーコミック『僕らの漫画』（小学館ほか）） - 2012年5月16日発売。
- 三丁目クオンタム団地（『月刊IKKI』（小学館）） - 2013年6月号。
- あらしの空の思い出（『週刊ヤングジャンプ増刊 アオハル8/8』（集英社）） - 2013年9月20日号。
- 妹は霊感が強い（『月刊COMICリュウ』） - 通称「いもかん」。
  - -File.1- ぶらさがる男（N県W渓谷） - 2014年4月号。
  - -File.2- 顔がない少女（X県Y市） - 2014年4月号。
  - -File.3- うごめく顔（全国各地） - 2014年11月号。
  - -File.4- 境界の街（所在地不明） - 2015年10月号。
  - -File.5- 語りかける霊（X県Y市） - 2015年10月号。
- 蟲師ギュン子の蟲三昧（『good!アフタヌーン』） - 2014年6月号。漆原友紀作の漫画作品『蟲師』のアニメ化作品『蟲師 続章』製作のレポ漫画。
- ロスト・イン・パレス（『ヒバナ』（小学館）） - 2015年6月号。
- おじいちゃんの書斎／宇宙（『Comic Ｓ─早川書房創立70周年記念コミックアンソロジー〔ＳＦ篇〕』（早川書房）） - 2016年1月20日発売。
- ピロウトーク（『SFマガジン』（早川書房）） - 2019年2月号。

#### 二次創作アンソロジー
- いつまでふたりで（『Baby,please kill me. キルミーベイベー ファンブック＆アンソロジーコミック』（芳文社）） - 2012年3月27日発売。
- 放浪ハスターはどこまでも（『這いよれ! ニャル子さん コミックアンソロジー』（ほるぷ出版）） - 2012年11月12日発売。
- 見滝原アンティークショップ（『魔法少女まどか☆マギカ アンソロジーコミック』（芳文社）） - 2013年7月12日発売。
- 那珂ちゃん解体（『艦隊これくしょん－艦これ－電撃コミックアンソロジー 佐世保鎮守府編4』（KADOKAWA）） - 2014年7月26日発売。
- FはフューチャーのF（『Fライフ03』（小学館）） - 2014年11月24日発売。
- 蟲師 外譚 組木の洞（『good!アフタヌーン』2015年５月号掲載後『蟲師 外譚集』（講談社）収録） - 蟲師の世界をベースに様々な作家が描く「蟲師 外譚」最終回。
- パブロ・ヒューでナワバリバトルばっかりやっているよというマンガ（『スプラトゥーン ほのぼのイカ4コマ&プレイ漫画』（KADOKAWA）） - 2017年6月15日発売。
- わくわく！アビスいきものずかん（『メイドインアビス 公式アンソロジー 度し難き探窟家たち』（竹書房） - 2017年8月12日発売。
- オールド・レディ、故郷へ帰る（『艦隊これくしょん－艦これ－電撃コミックアンソロジー 舞鶴鎮守府編十六』（KADOKAWA）） - 2017年12月9日発売。
- 理論とひめちゃんパンチ～二人の距離～（『星色ガールドロップ コミックアンソロジー』（竹書房）） - 2018年1月11日発売。
- N氏について（『レイジングループ REI-JIN-G-LU-P アンソロジーコミック　STAR』（星海社）） - 2018年4月10日発売。
- 渠底にて（『艦隊これくしょん－艦これ－電撃コミックアンソロジー 舞鶴鎮守府編十八』（KADOKAWA）） - 2018年8月10日発売。
- どきどき！リコの一日一いきもの（『メイドインアビス 公式アンソロジー 第二層 キケンな大穴』（竹書房）） - 2020年4月13日発売。
- 大場ななのだいたい77分クッキング（『少女☆歌劇 レヴュースタァライト コミックアンソロジー ナイン・ストーリーズ』（KADOKAWA）） - 2021年3月25日発売。
- リリスの長い午睡（『まちカドまぞくアンソロジーコミック』（芳文社）） - 2022年4月27日発売[8]。

### イラストレーション

#### 書籍
- 『団地団 ベランダから見渡す映画論』（著：大山顕、佐藤 大、速水健朗、キネマ旬報社） - 2012年2月10日発売。章扉・帯イラスト計6枚。
- 『特撮ヒーロー番組のつくりかた』（著：小林雄次、キネマ旬報社） - 2012年10月。表紙・裏表紙イラスト。ISBN 978-4-87376-408-5
- 『ティアズマガジン Vol.112』 - 2015年。表紙・裏表紙イラスト。
- 『艦隊これくしょん－艦これ－電撃コミックアンソロジー 舞鶴鎮守府編十三』（KADOKAWA） - 2016年12月10日発売。表紙イラスト。
- 『あたらしいサハリンの静止点』（著：織戸久貴、谷林守、千葉集、ウィアード・アンド・イーリイ） - 2020年8月23日発売。表紙イラスト。
- 『SFが読みたい！』（早川書房） - 2020年版、2021年版、2022年版。表紙イラスト。
- 『ウは宇宙ヤバイのウ！〔新版〕』（著：宮澤伊織、早川書房） - 2023年9月。表紙・挿絵。ISBN 978-4-15031-558-0

#### その他
- テレビアニメ『蒼き鋼のアルペジオ -アルス・ノヴァ-』（再放送版・第6話エンドカード）
- BOOK WALKER 同人誌・個人出版ストア 宣伝用クリアファイル - 2018年。表・裏連続のイラスト。